# Karl Potter
Karl Potter (Teaneck, 16 luglio 1950 – Roma, 9 gennaio 2013) è stato un percussionista statunitense.
Ha studiato percussioni usate in vari stili legati al jazz quali lo swing, il bebop, il latin jazz.

## Biografia
Ha collaborato con Herbie Hancock, Alphonso Johnson, Charles Mingus, Dizzy Gillespie, The Isley Brothers, Gato Barbieri e in Italia con Eduardo De Crescenzo, Napoli Centrale, Pino Daniele, Antonello Venditti, Lucio Dalla, Tullio De Piscopo (a Sanremo 1993 con Qui gatta ci cova), Lucio Battisti, Edoardo Bennato, Tony Esposito, Banco del Mutuo Soccorso, U.F.J. Project (Urban Funky Jazz Project),  PFM, James Senese, Renato Zero, Mike Francis, Ruggero Artale.
Nonostante la sua formidabile esperienza live ed il suo invidiabile percorso professionale in studio in supporto ad altri artisti, pur essendo stato tutore e ispiratore di molti altri percussionisti italiani dagli anni ’70 in poi si trova riscontro soltanto di un disco pubblicato con il suo nome.
Ciò si deve all'amicizia di Karl Potter con Eduardo Falhò ed allo spirito d'iniziativa del DJ Claudio Casalini. Quest'ultimo nel 1984 produce sulla propria etichetta Best Record il disco mix in vinile 12 inch Sweet And Salty Cha Cha Cha, brano di 7' e 45" che suggella l'incontro delle culture europea, africana e precolombiana. La parola "Cha Cha Cha" contenuta nel titolo rappresenta un attributo onomatopeico strettamente legato al ritmo della danza e scandito dal tempo delle percussioni. Successivamente alla uscita del disco-mix la Cinevox Records pubblica il 45 giri 7inch del brano conferendo ulteriore importanza all'unica realizzazione discografica di questo importante percussionista afro-americano.
Approfondendo i propri studi sull'unione di generi musicali di etnie diverse realizza Potter's Etno Live Sound e fonda nel 1992 il gruppo Potter Percussion.
Nel 1998 pubblica il disco Jean's Highlife registrato live durante un concerto, ma si hanno poche notizie di ciò.
La mattina del 9 gennaio 2013 muore all'età di 62 anni a seguito di alcune complicanze causategli dal diabete.